# Luis Salvadores Verdasco
Luis Salvadores Verdasco (Madrid 3 d'octubre 1910 - Barcelona 27 d'abril 1993). Advocat laboralista. Militant del Partit Socialista Unificat de Catalunya (PSUC). Casat amb Josefa Roure Canosa, mestra. Va tenir dues filles i un fill. ]De ben jove va començar a treballar. Primer al comerç i després com a empleat públic del Ministeri d'Hisenda. Exiliat primer a la República Dominicana i després a Mèxic. De retorn a l'Estat espanyol fitxà la seva residència a Barcelona per entrar a formar part del gabinet jurídic de Comissions Obreres de Catalunya (CCOO).

## Infantesa i adolescència
Va néixer a Madrid, en una família petita burgesa. El seu pare tenia un negoci de venda de peix a l'engròs. Quan tenia 12 anys, el negoci familiar va fallir, i la família s'empobreix. Va estudiar fins al batxillerat.
Primer va treballar com a mosso en una peixateria que el seu pare va muntar, i després en una oficina de recaptació de contribucions. Més tard, amb 20 anys complerts superà les oposicions del Ministeri d'Hisenda, que l'assignà a una plaça a Lleida. La incorporació a la vida laboral el va fer prendre consciència de les desigualtats socials de l'Espanya, aleshores sota la dictadura de Primo de Rivera. S'adscrigué en el sindicat d'oficines i despatxos de la Unió General de Treballadors (UGT) a fi de millorar-ne les condicions de treball.

## II República i guerra d’Espanya
La proclamació de la II República, la visqué a Lleida, participant en la celebració multitudinària de suport. El 1932 es va afiliar a la Joventut Socialista, i també a la secció d'oficis de la UGT.
Durant els Fets d'Octubre del 1934 (revolta a Astúries i proclamació de l'Estat Català, dins de la República Federal Espanyola), fou membre del Comitè de l'Aliança Obrera i Camperola, a la ciutat de Lleida i regió. Això motivà la seva detenció i empresonament durat tres mesos. En sortir-ne és obligat a canviar de destinació laboral, i es trasllada a Barcelona.
El triomf del Front Popular, febrer del 1936, el viu intensament com a membre del Comitè de Catalunya de la UGT, en el marc del qual organitza el Sindicat de Funcionaris d'Hisenda. Procedent de la Joventut Socialista, fundà les Joventuts Socialistes Unificades (JSU) i participà en la fundació del PSUCTambé col·laborà en l'organització d'una gran manifestació en pro de l'amnistia dels presos polítics. El cop d'estat de 18 de juliol, el torna a portar a la presó durant 5 dies, ja que fou detingut per la Guàrdia Civil, per tenir una pistola, fet habitual entre molts militants d'esquerres, que es preparaven per a la imminent rebel·lió militar. L'agost, marxa al Front d'Aragó, primer enquadrat en la columna de Del Barrio, i després en la columna Durruti, on exercí de comissari polític. Després s'incorporà a la comissió política militar del PSUC. Va combatre a la primera línia de foc durant 3 mesos. L'octubre, tornà a Barcelona, on treballa a la delegació de Treball del PSUC.

## Els anys d’exili
La caiguda de Barcelona, el va obligar a retirar-se, via Sabadell, camí cap a la frontera francesa, defensant la retirada, enquadrat en el XII Cos d'exèrcit republicà. El 14 de febrer del 1939 traspassà la frontera per Camprodon i el Coll d'Ares. Va ser capturat per les autoritats franceses, que van internar-lo al camp de concentració de Prats de Molló i posteriorment  al Camp d'Adge, on fou el responsable del PSUC. Entre un camp i l'altre romangué internat més de 3 mesos.
El novembre del 1939, des de Bordeus, per mediació del Servei d'Evacuació de Refugiats Espanyols (SERE), s'embarcà cap a Santo Domingo a la República Dominicana, acompanyat de la dona i filla, hi van residir durant 4 anys en condicions precàries. Va treballar en una granja, amb altres exiliats republicans. Durant el temps que hi visqué fou el responsable del PSUC. El 1943 es trasllada a Mèxic, per assistir al congrés de la Federación de Organismos de Ayuda a la República Española (FOARE) en una estada que es perllongà més de 3 mesos. Posteriorment, reagrupà la família, residint-hi plegats un any. Va treballar en diverses feines, com a venedor i gerent en una empresa de serveis televisius, gaudint d'estabilitat econòmica. Alhora, la família s'amplià amb el naixement d'una segona filla i d'un fill. A Mèxic continuà organitzat en el PSUC, editant el diari "Cataluña". També s'integra en els cercles de l'exili republicà com el Casal Català.

## El retorn a Catalunya
Com d'altres exiliats, sempre va mantenir el desig de tornar al seu país. Així, el 1948 es preparà per entrar-hi com a guerriller antifranquista. El 1956, en el decurs del I Congrés del PSUC, pren la decisió definitiva de tornar a casa, determinació que, tanmateix, no es va materialitzar fins a l'1 d'abril de 1962 (en dues ocasions anteriors: la primavera del 1959 i la tardor del 1961 va estar-hi sols curtes estades). Resideix al barri de la Sagrada Família de Barcelona. És detingut i maltractat per la policia franquista. Una de les detencions fou quan va tornar de Mauthausen, camp on va ser assassinat el seu germà Manuel Salvadores Verdasco i per aquest motiu va fer el viatge. Va tornar a ser detingut en diverses ocasions, acusat de ser membre del PSUC, de propaganda i d'organitzador de manifestacions.
Començà la carrera de Dret a la Universitat de Barcelona, l'any 1967, i en dos anys i mig aconsegueix el títol d'advocat. Essent advocat, estableix un despatx jurídic, primer a Mollet del Vallès, de manera precària atenent en un bar. Després ho fa al carrer Rosselló de Barcelona. Temps més tard es va traslladar el carrer Alí Bey cantonat passeig de Sant Joan, dirigint un grup d'advocats joves. L’any 1978, amb la legalització de CCOO, s'integrà en el gabinet jurídic del sindicat. El seu primer judici fou davant del Tribunal d'Orde Públic (TOP). Defensà molts treballadors en causes laborals i penals. També va defensar antifranquistes davant del TOP i en consells de guerra. El seu despatx es converteix en un centre de referència del moviment sindical organitzat. Es beneficià de l'amnistia laboral del 1979 i va poder recuperar la plaça de funcionari del Ministeri d'Hisenda. En les eleccions municipals espanyoles de 1983 va formar part de la llista de la candidatura per Barcelona pel Partit dels i les Comunistes de Catalunya (PCC). Fou membre de l'Associació Catalana de Juristes Demòcrates, des d'on actuà com a assessor en drets humans i la pau a escala internacional, per això el 1988 i patrocinada pel Parlament Europeu participà en la missió a Xile per interessar-se per la situació processal i penal dels presos polítics d’aquest país.